# Rinyabesenyő
Rinyabesenyő is een plaats (község) en gemeente in het Hongaarse comitaat Somogy. Rinyabesenyő telt 233 inwoners (2001).

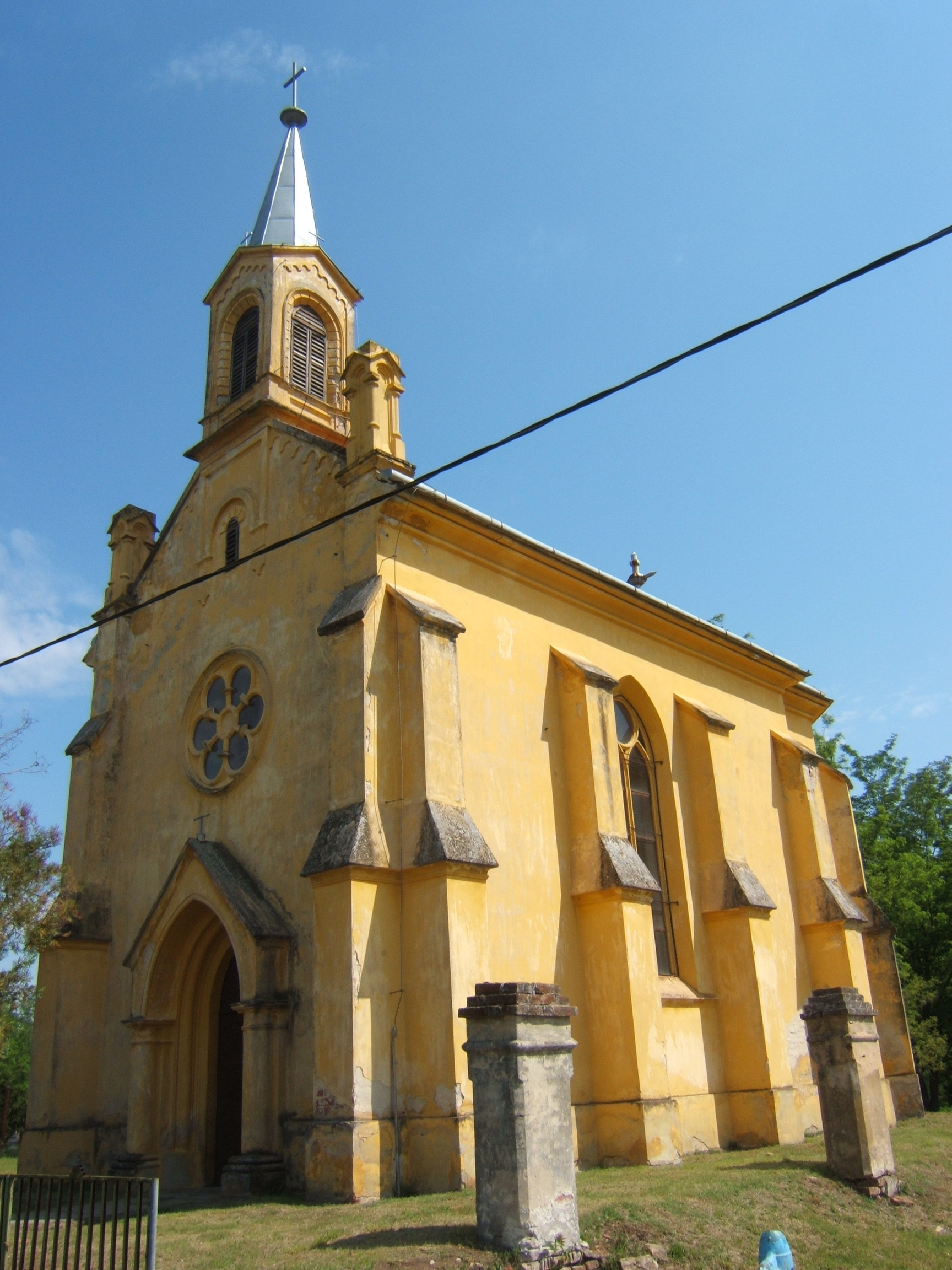
Kerk van Rinyabesenyő